# Praça da Liberdade (Erevã)
A Praça da Liberdade (em armênio/arménio:  Ազատության հրապարակ, Azatut'yan hraparak) é uma praça de Erevã, capital da Arménia. Até 1991 era chamada Praça do Teatro, ou Praça da Ópera (Թատերական հրապարակ, T'aterakan hraparak) e fica no bairro Kentron. Apelidada de "símbolo da democracia" na Arménia, a praça pode albergar entre 42 e 50 milhares de pessoas, sendo frequentes os protestos e manifestações no local.

Na praça situa-se o edifício da Ópera de Erevã, e nela convergem quatro ruas: a Tumanyan, a Teryan, a avenida Sayat Nova e a avenida Mashtots.
As estátuas do escritor arménio Hovhannes Tumanyan e do compositor arménio Alexander Spendiaryan encontram-se na praça.